# Lee Fogolin junior
Lee Joseph Fogolin (* 7. Februar 1955 in Chicago, Illinois) ist ein ehemaliger US-amerikanischer Eishockeyspieler, der im Verlauf seiner aktiven Karriere zwischen 1972 und 1987 unter anderem 1032 Spiele für die Buffalo Sabres und Edmonton Oilers in der National Hockey League auf der Position des Verteidigers bestritten hat. Mit den Edmonton Oilers gewann Fogolin in den Jahren 1984 und 1985 jeweils den Stanley Cup. Sein gleichnamiger Vater Lee Fogolin senior war ebenfalls professioneller Eishockeyspieler.

## Karriere
Fogolin wurde in Chicago geboren, während sein Vater Lee Fogolin senior als Eishockeyspieler für die Chicago Black Hawks in der National Hockey League aktiv war. Seine Kindheit verbrachte Fogolin allerdings in Thunder Bay in der kanadischen Provinz Ontario. Dort sammelte er erste bis zum Beginn der 1970er-Jahre erste Erfahrungen im Eishockey mit den Thunder Bay Marrs, ehe es ihn im Sommer 1972 zu den Oshawa Generals in die Ontario Hockey Association zog. Der Verteidiger verbrachte zwei Spielzeiten in der Juniorenliga, ehe er in der Folge des NHL Amateur Draft 1974, in der ersten Runde an elfter Gesamtposition von den Buffalo Sabres ausgewählt wurde, zur Saison 1974/75 in die NHL wechselte.
Der Abwehrspieler erhielt auf Anhieb einen Stammplatz im Kader der Sabres, mit denen er in seiner Rookiesaison gleich das Finale um den Stanley Cup erreichte, aber den Philadelphia Flyers unterlag. In der Folge entwickelte sich Fogolin zwar zu einem soliden Defensivakteur, der auch in der Lage war das Spiel im eigenen Drittel zu eröffnen, allerdings blieb die Mannschaft weitgehend erfolglos. Nach fünf Spielzeiten in Diensten der Sabres kam die Zeit in Buffalo aufgrund des NHL Expansion Draft 1979 zu einem abrupten Ende, als er von den neu in die Liga aufgenommenen Edmonton Oilers ausgewählt wurde.
Die Oilers um Wayne Gretzky entwickelte sich in den folgenden Jahren zu einem ernsthaften Titelanwärter. Nachdem das Team im Jahr 1983 in der Finalserie noch unterlegen gewesen war, gewann Fogolin in den beiden folgenden Spielzeiten jeweils den Stanley Cup. Im Verlauf der Saison 1986/87 setzte Edmonton verstärkt auf jüngere Spieler, wodurch der mittlerweile 31-Jährige entbehrlich wurde. So wurde Fogolin gemeinsam mit Mark Napier im März 1987 zurück zu seinem Ex-Team nach Buffalo transferiert. Im Gegenzug sicherten sich die Oilers die Dienste von Normand Lacombe sowie Wayne Van Dorp und beide Teams tauschten ihre Viertrunden-Wahlrechte im NHL Entry Draft 1987. Nach neun Einsätzen für die Sabres beendete Fogolin schließlich seine aktive Karriere nach Beendigung des Spieljahres im Sommer 1987.

### International
Fogolin nahm mit der Nationalmannschaft der Vereinigten Staaten am Canada Cup 1976 teil und kam dabei in zwei Turnierspielen zum Einsatz. Die US-Amerikaner belegten dort den fünften Platz.

## Erfolge und Auszeichnungen
- 1984 Stanley-Cup-Gewinn mit den Edmonton Oilers
- 1985 Stanley-Cup-Gewinn mit den Edmonton Oilers
- 1986 Teilnahme am NHL All-Star Game

## Karrierestatistik

### International
Vertrat die USA bei:
- Canada Cup 1976

(Legende zur Spielerstatistik: Sp oder GP = absolvierte Spiele; T oder G = erzielte Tore; V oder A = erzielte Assists; Pkt oder Pts = erzielte Scorerpunkte; SM oder PIM = erhaltene Strafminuten; +/− = Plus/Minus-Bilanz; PP = erzielte Überzahltore; SH = erzielte Unterzahltore; GW = erzielte Siegtore; 1 Play-downs/Relegation; Kursiv: Statistik nicht vollständig)

## Familie
Fogolins Vater Lee Fogolin senior war ebenfalls in der National Hockey League aktiv und bestritt zwischen 1948 und 1956 über 450 Spiele für die Detroit Red Wings und Chicago Black Hawks. Mit den Red Wings konnte er 1950 den Stanley Cup erringen. Sein im Jahr 1987 geborener Sohn Michael war ebenfalls als Eishockeyspieler aktiv und gehörte in der Saison 2003/04 dem Kader der Prince George Cougars aus der Western Hockey League an. Er verstarb im Mai 2004 im Alter von 17 Jahren an den Folgen eines Herzinfarkts.